# رهاب الحاسوب
رهاب الحاسوب (بالإنكليزية Cyberphobia) هو خوف لا منطقي أو كره شديد للحاسوب، وبشكل خاص، الخوف و\أو عدم القدرة على تعلم تكنولوجيا أو تقنية جديدة. يصنف على أنه رهاب محدد وقد تم تقديمه كمصطلح في العام 1985 ليشير إلى شعور بالقلق وعدم الراحة بسبب التكنولوجيا. تتراوح أشكال رهاب الحاسوب من بعض الأشكال السلبية لرهاب التكنولوجيا الذي يكون أصحابه غير مهتمين أبدا بكل ما يتعلق بالفضاء الإلكتروني، إلى ردود أولئك الذين يعتقدون أن التكنولوجيا هي عبارة عن رقيب متطفل علينا. بعض الردود المتطرفة قد تشمل بارانويا معادي التكنولوجيا الذين يعبرون عن رأيهم عن طريق الحركات الاجتماعية التي تعارض بشكل راديكالي «المجتمع التكنولوجي» و «النظام العالمي الجديد».

## الأعراض
أعراض رهاب الحاسوب تظهر بموازاة أعراض القلق النفسية والجسدية. وهي على سبيل الذكر، لا الحصر:
- الشعور بالفزع
- الشعور بالتوتر والعصبية
- توقع الأسوأ
- صعوبة في التركيز
- التهيج
- الضجر
- ترقب إشارات الخطر
- الشعور بأن ذهنك فارغ